# Чекаю і сподіваюсь
«Чекаю і сподіваюся» (рос. «Жду и надеюсь») — український радянський художній фільм, військова драма режисера Сурена Шахбазяна 1980 року.

## Сюжет
1942 рік. Загін партизан, що потрапив в оточення ворожих військ на Поліссі, намагається дезорієнтувати ворога, щоб врятуватись...

## У ролях
- Олег Меньшиков — Шурка домок (дебют в кіно)
- Лесь Сердюк — Павло
- Віктор Уральський
- Микола Скоробогатов
- Наталія Сумська — радистка Віра
- Борис Новиков — однорукий дід
- Віктор Мірошниченко — Сичужний
- Ніна Антонова
- Михайло Ігнатов — епізод
- Тетяна Антонова

## Творча група
- Сценарист: Віктор Смирнов
- Режисер: Сурен Шахбазян
- Оператор: Сурен Шахбазян
- Композитор: Гія Канчелі